# Laureana Wright de Kleinhans
Laureana Wright de Kleinhans (citada como Laureana Wright) fue una escritora y precursora mexicana del feminismo nacida en Taxco, en el estado de Guerrero. Sus aportes periodísticos y sus diversos escritos sobre el papel de la mujer fueron revolucionarios en su época. 
Su revista Violetas del Anáhuac (inicialmente, Las Hijas del Anáhuac), publicada por primera vez el 4 de diciembre de 1887 y editada hasta 1889, considerada la primera publicación feminista en México, fue el primer periódico mexicano con contenido científico y literario elaborado por y para mujeres, y cambió el paradigma femenino, al promover el ideal de esposa culta y madre educada, ya que el tema medular de la publicación y el más recurrente de su producción literaria fue que la educación femenina es el principio que demuestra la igualdad intelectual entre hombres y mujeres y es el medio de su emancipación.
"El interés que mostró por la problemática educativa de su sexo la convierte en una de las primeras teóricas del tema en México, cuya riqueza de ideas y propuestas ofrece una rica veta para la reflexión... para la escritora no había dudas, "el sometimiento de la mujer instrumento", tal y como calificaba a la mayor parte de su género, se debía básicamente a la falta de cultura y educación." 
La escritora invitó a las mujeres del país a que cuestionaran su rol en la sociedad y las condiciones en que vivían. Trató temas como el sufragio femenino y la equidad entre hombres y mujeres. Escribió también poesía, en la que exaltó sus sentimientos patrióticos. Fue vicepresidenta de la Sociedad Espiritista de la República Mexicana, institución a la que se unió porque uno de sus postulados sostenía que hombres y mujeres son iguales en inteligencia, postulado que fue una de las grandes luchas de la escritora.

## Biografía

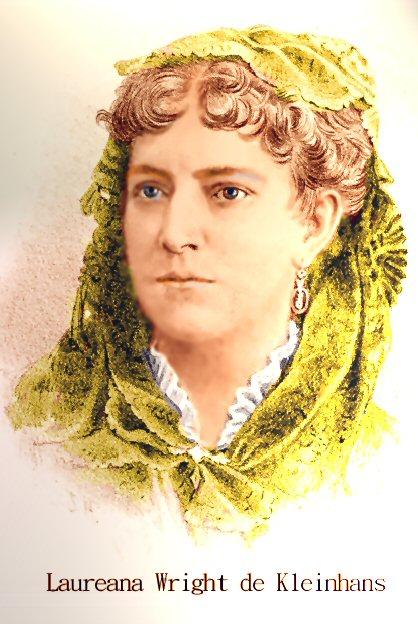
Poetisa mexicana, según ilustración del libro "Poetisas mexicanas. Siglos XVI, XVII, XVIII, y XIX" (México, Oficina Tipográfica de la Secretaría de Fomento, 1893.).

Laureana nació en Taxco, el 4 de julio de 1846, en vísperas de la guerra México-EE. UU. Sus padres fueron el estadounidense Santiago Wright y la guerrerense Eulalia González. Tuvo tres hermanas, Virginia, Enriqueta y Carolina, y dos hermanos. La familia se fue a vivir a la Ciudad de México desde que ella era muy pequeña; ahí fue donde aprendió español, inglés y francés. Desde niña se le inculcó el gusto por la lectura y el estudio; con esto sus padres le depararon otro destino, tal vez sin planearlo.
Las dos décadas siguientes fueron un periodo complicado para México: se registraron la Guerra de Reforma, la intervención francesa y el imperio de Maximiliano. En 1868, cuando ella cumplió 22 años, en plena República Restaurada se casó con Sebastián Kleinhans, un francés de Alsacia, con quien tuvo a su hija Margarita, la que llegó a ser reconocida violinista, pianista y directora de orquesta. Laureana se dedicó un año completo a su hogar y al cuidado de la bebé.
Pasado ese año, la escritora retomó su labor literaria y unos meses después se le distinguió como miembro honorario de la Sociedad de Netzahualcóyotl, a petición de su fundador, Manuel Acuña, y de Gerardo Silva. Ingresó a la sociedad científica El Porvenir en 1872, en donde publicó varios de sus poemas mediante su órgano de difusión El Estudio. En 1873, se le nombró socia del Liceo Hidalgo por petición de Ignacio Ramírez y Francisco Pimentel. En 1885, Laureana se incorporó como miembro del Liceo Altamirano.[cita requerida]
A pesar de su amistad con Delfina Ortega de Díaz, casi fue expulsada del país por su colaboración en el Diario del Hogar, ya que sobresalían sus críticas al gobierno del presidente Porfirio Díaz respecto a la política laboral.[cita requerida]
En 1884, fundó y dirigió la revista Violetas del Anáhuac y en 1887 el periódico Las Hijas del Anáhuac. Fue un momento clave en su vida, ya que éste fue el principal medio por el cual cuestionó el modo de vivir de la mujer mexicana y en donde la invitó a integrarse al "siglo del progreso"; mediante artículos, biografías y semblanzas.
A pesar de que la escritora no creyó en los temas espiritistas cuando se le presentaron por primera vez, terminó siendo una ferviente seguidora del espiritismo kardeciano, corriente europea creada a mitad del siglo XIX por Allan Kardec, seudónimo del médico holandés Hyppolyte Rivail. Asimismo, buscando opciones para la mujer tuvo un acercamiento con la masonería, mismo que terminó en conflicto, pues Laureana denunció la exclusión a la que reducía a la mujer el Rito Escocés Antiguo y Aceptado; de igual forma, evidenció que en el Rito de York la desvalorización de la mujer era aún mayor, debido a que el juramento al que se sujetaba el iniciado incluía "no admitir jamás en sus trabajos un ciego, un loco, ni una mujer".
A los 50 años de edad, Laureana Wright murió en la Ciudad de México el 22 de septiembre de 1896.

## Violetas del Anáhuac
Ya no es mal visto que la mujer escriba y exprese sus sentimientos por medio de la pluma y nada más justo, porque cuántas jóvenes hay que careciendo de una amiga íntima o de un ser a quien manifestarle con confianza los sentimientos en su corazón, desean expresarlos de alguna manera…
Los testimonio publicados en esta revista revelan el lento pero progresivo desarrollo del papel de la mujer en el México del siglo XIX. Se nota cierta resignación en sus escritos y al mismo tiempo el cuestionamiento sobre lo que eran las mujeres y lo que se esperaba de ellas. 
Violetas del Anáhuac se definió a sí mismo como un periódico literario redactado solo por señoras. Se dedicó a recopilar biografías y noticias de mujeres que mostraban cómo ella es capaz de logros extraordinarios. El primer personaje femenino biografiado fue la esposa del presidente de la República, Doña Carmen Romero Rubio de Díaz. Quizás la más importante de estas biografías fue la de Sor Juana Inés de la Cruz, ya que revela las raíces ideológicas de la directora. 
Este semanario fue muy bien recibido, ya que muchas mujeres de la época buscaban desarrollarse y por lo tanto demandaban un contenido de mayor nivel y una mayor integración en el ámbito literario. Esta revista les dio esa oportunidad ya que creó espacios donde las mujeres pudieran ampliar o difundir sus conocimientos.
La revista planteó el tema del voto para la mujer y la igualdad de derechos entre hombres y mujeres.

## Obra
- La emancipación de la Mujer por medio del estudio (1891) Imprenta nueva.

- Educación errónea de mujer y medio práctico para corregirla (1892)

- Mujeres notables mexicanas (1910) Tipografía económica, póstumo. Es una ... recopilación de de biografías de todas aquellas mujeres mexicanas que se hubieran distinguido en alguna forma, ya fuera por su amor patrio, en muchos casos heróico, o por ser precursoras de una nueva era, en la que la mujer ocupara un lugar entre los profesionistas y sabios... Contiene 116 biografías que principian con personajes de la época anterior a la conquista española y termina con las de la segunda mitad del siglo XIX. Sus 596 páginas forman un acervo de conocimientos básicos para el estudio de las mujeres célebres de México...[9]